# Kirjat Mockin
Kirjat Mockin též Kirjat Motzkin (hebrejsky קִרְיַת מוֹצְקִין‎, doslova Mockinovo Město, v oficiálním přepisu do angličtiny Qiryat Motzkin, přepisováno též Kiryat Motzkin) je město v Izraeli, v  distriktu Haifa.

## Geografie
Nachází se přibližně 8 km od města Haifa.
Na dopravní sít je napojeno zejména pomocí páteřní komunikace dálnice číslo 4. Tu by měla nahradit budovaná dálnice číslo 22, jež má spojit centrum Haify se severními předměstími Krajot. Čtyřkilometrový úsek od haifského přístavu k ústí řeky Kišon byl dokončen roku 2005, zbývajících 15 kilometrů ještě zbývá dostavět. Již v roce 2009 ale byly stavební práce zadány na základě výběrového řízení firmě Šafir. Obcí prochází pobřežní železniční trať. Nachází se tu železniční stanice Kirjat Mockin.

## Dějiny
Město je pojmenováno po Leo Mockinovi, jednom z organizátorů prvního sionistického kongresu, který se konal v roce 1897 ve švýcarské Basileji. Bylo založeno v roce 1934 na písečné půdě mezi železnicí a silnicí z Haify do Akka.
Za vznikem města stála skupina středostavovských rodin, která se zformovala v Haifě a roku 1933 se rozhodla zbudovat nové rezidenční předměstí stranou od ruchu Haify. Následovalo vyjednávání s Židovským národním fondem ohledně předání potřebných bažinatých pozemků v Zevulunském údolí. Slavnostní založení nové osady se odehrálo 9. října 1934. V následujících měsících probíhalo plánování nové zástavby. Pozemky byly rozvrženy na 400 stavebních parcel, které se měly jednotlivým zájemcům přidělovat na základě losování. Jako první objekt vyrostla v Kirjat Mockin stavba vodní věže (zprovozněná v březnu 1935). V prosinci 1935 už probíhala výstavba 61 domů. Roku 1936 tu vznikla první škola a následujícího roku se slavilo dosažení hranice 300 domů. Roku 1940 měla obec již 2000 obyvatel.
Během druhé světové války byla osada poškozena německým a italským náletem, který primárně cílil na rafinérie v nedalekém haifském přístavu. Na město byl Kirjat Mockin povýšen roku 1976..
Ve městě se nachází 12 škol s celkovým počtem 6071 studentů, z čehož je 6 základních škol (2724 žáků) a 6 středních škol (3347 studentů). Z dvanáctých ročníků bylo v roce 2006 připuštěno k maturitní zkoušce celkem 58,4 % studentů.

## Demografie
Podle údajů z roku 2009 tvořili naprostou většinu obyvatel Židé – přibližně 35 000 osob (včetně statistické kategorie „ostatní“, která zahrnuje nearabské obyvatele židovského původu, ale bez formální příslušnosti k židovskému náboženství, přibližně 38 000 osob). V roce 2006 ve městě žilo 18 800 mužů a 20 900 žen. Věkové rozvrstvení obyvatelstva bylo 25,5 % mladších 19 let, 15,2 % mezi 20. a 29. rokem, 19 % mezi 30. a 44. rokem, 20,1 % mezi 45. a 59. rokem, 4,5  mezi 60. a 64. rokem a 15,9 % starších 65 let. Populační růst měl zápornou hodnotu −0,1 %.
Jde o středně velkou obec městského typu s dlouhodobě stagnující populací. K 31. prosinci 2014 zde žilo 39 600 lidí.
| Rok  | Obyvatelé |
| ---- | --------- |
| 1948 | 3 483     |
| 1949 | 3 950     |
| 1950 | 4 200     |
| 1951 | 5 000     |
| 1952 | 6 000     |
| 1953 | 7 100     |
| 1954 | 7 300     |
| 1955 | 7 700     |
| 1956 | 8 000     |
| 1957 | 8 200     |
| 1958 | 8 400     |
| 1959 | 8 700     |

| Rok  | Obyvatelé |
| ---- | --------- |
| 1960 | 8 900     |
| 1961 | 9 400     |
| 1962 | 10 300    |
| 1963 | 11 200    |
| 1964 | 11 700    |
| 1965 | 12 300    |
| 1966 | 12 800    |
| 1967 | 13 300    |
| 1968 | 13 800    |
| 1969 | 14 500    |
| 1970 | 15 200    |
| 1971 | 16 300    |

| Rok  | Obyvatelé |
| ---- | --------- |
| 1972 | 17 600    |
| 1973 | 19 000    |
| 1974 | 20 100    |
| 1975 | 21 100    |
| 1976 | 21 700    |
| 1977 | 22 200    |
| 1978 | 22 600    |
| 1979 | 23 200    |
| 1980 | 24 400    |
| 1981 | 25 200    |
| 1982 | 26 300    |
| 1983 | 26 600    |

| Rok  | Obyvatelé |
| ---- | --------- |
| 1984 | 28 100    |
| 1985 | 28 600    |
| 1986 | 28 900    |
| 1987 | 29 300    |
| 1988 | 30 000    |
| 1989 | 30 400    |
| 1990 | 32 400    |
| 1991 | 33 200    |
| 1992 | 33 100    |
| 1993 | 33 400    |
| 1994 | 33 600    |
| 1995 | 33 690    |

| Rok  | Obyvatelé |
| ---- | --------- |
| 1996 | 34 556    |
| 1997 | 35 682    |
| 1998 | 36 691    |
| 1999 | 37 600    |
| 2000 | 38 008    |
| 2001 | 38 702    |
| 2002 | 39 400    |
| 2003 | 39 700    |
| 2004 | 39 500    |
| 2005 | 39 800    |
| 2006 | 39 700    |
| 2007 | 39 600    |

| Rok  | Obyvatelé |
| ---- | --------- |
| 2008 | 38 100    |
| 2009 | 38 000    |
| 2010 | 38 500    |
| 2011 | 38 300    |
| 2012 | 38 900    |
| 2013 | 39 200    |
| 2014 | 39 600    |
| 2015 | 40 200    |
| 2016 | 40 700    |
| 2017 | 41 400    |
| 2018 | 42 000    |

## Partnerská města
- Kchaj-feng, Čína
- Orlando, Spojené státy americké
- Tacoma, Spojené státy americké